# 山県大弐
山県 大弐（やまがた だいに、1725年（享保10年） - 1767年9月14日（明和4年8月22日））は、江戸時代中期の儒学者、思想家。野沢氏の出自。名は昌貞。字は子恒。通称を軍事のち大弐と称した。医号は柳荘、洞斎。戦国時代に甲斐武田氏の譜代家臣である山県昌景の子孫であるという。

## 略歴
甲斐国巨摩郡北山筋篠原村（現・山梨県甲斐市篠原）に生まれたと言われる。父が与力の村瀬家を継ぎ、甲府百石町に移住する。
山崎闇斎の流れを組む加々美光章、太宰春台の弟子である藤田（南アルプス市）の五味釜川に学び、1742年（寛保2年）には京都へ遊学する。医術のほかに儒学も修め、甲斐山梨郡下小河原山王神社の宮司となり、尊皇攘夷の思想を説いた。
1750年（延宝2年）に村瀬家を継ぐが弟の起こした殺人事件に際して改易され、浪人となる。山県家に戻り名を山県昌貞と改め、1756年（宝暦6年）ごろ江戸へ出て医者となる。江戸幕府若年寄の大岡忠光に仕え、代官として勝浦に赴任する。忠光の死後は大岡家を辞し、江戸八丁堀長沢町に私塾「柳荘」を開き、古文辞学の立場から儒学や兵学を講じた。1759年『柳子新論』を著し尊王論を説く。
上野国小幡藩家老吉田玄蕃など多くの小幡藩士を弟子としていたことから小幡藩の内紛に巻き込まれ、1766年（明和3年）門弟に謀反の疑いがあると幕府に密告され、逮捕されて翌年の1767年（明和4年）門弟の藤井右門とともに処刑された（明和事件）。処刑後、生薗部文之進が晒されていた山県の首を奪って帰郷し、自宅の墓地に埋葬したといわれる。1891年（明治24年）12月7日、正四位が贈られた。
『柳子新論』『天経発蒙』をはじめ、天文学、音楽、医学など様々な分野の著作を残している。漢詩も作る。酒折村の酒折宮にヤマトタケルを讃える碑文を残し、1766年（明和3年）には吾嬬森（墨田区）に弟橘姫を讃える碑を建立している。『柳子新論』は朱子学的な大義名分論に基づき、官僚批判などを展開している。
1921年（大正10年）、生地に建立された山県神社に祭られており、境内には墓所があり、設置されている民俗資料館には自筆書状などの遺品が収蔵されている。戦後には1967年（昭和42年）に明治維新百年・山県刑死200年を記念して、市井三郎・竹内好・鶴見俊輔らにより東京都新宿区舟町の全勝寺に記念碑が建立された。2013年（平成25年）には、竜王駅南口に銅像が建てられた。

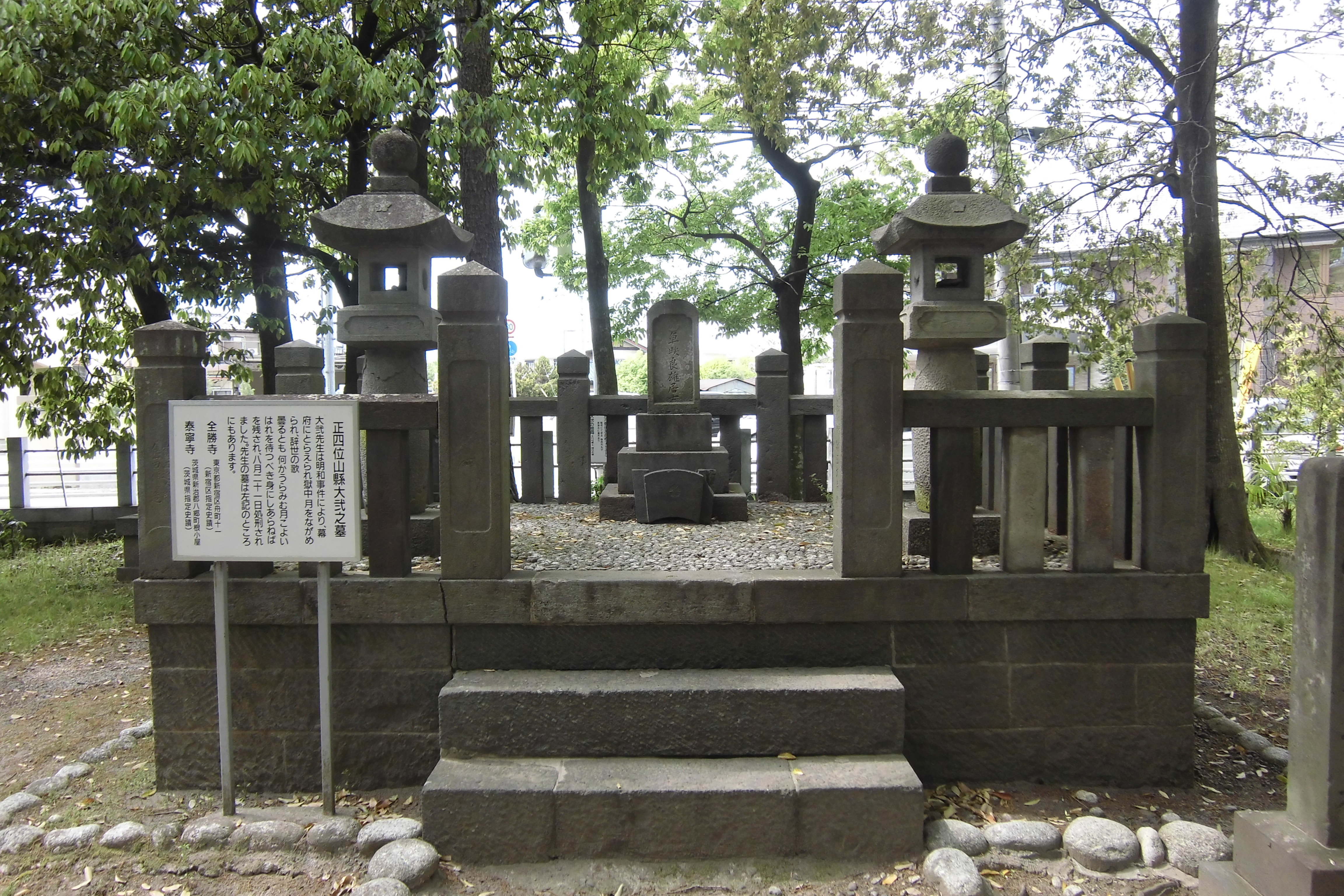
山県大弐墓所（山県神社）

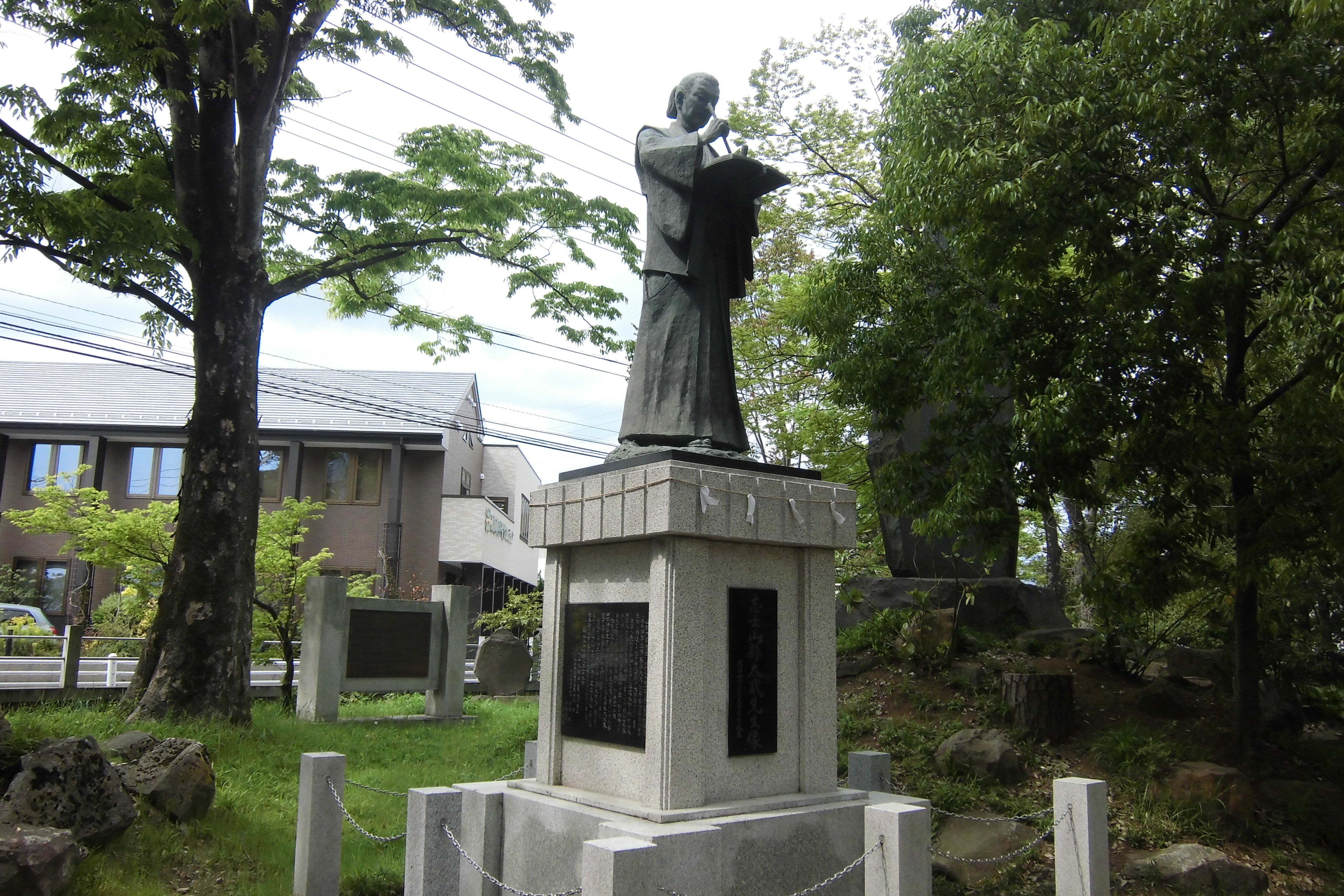
山県大弐銅像（山県神社）

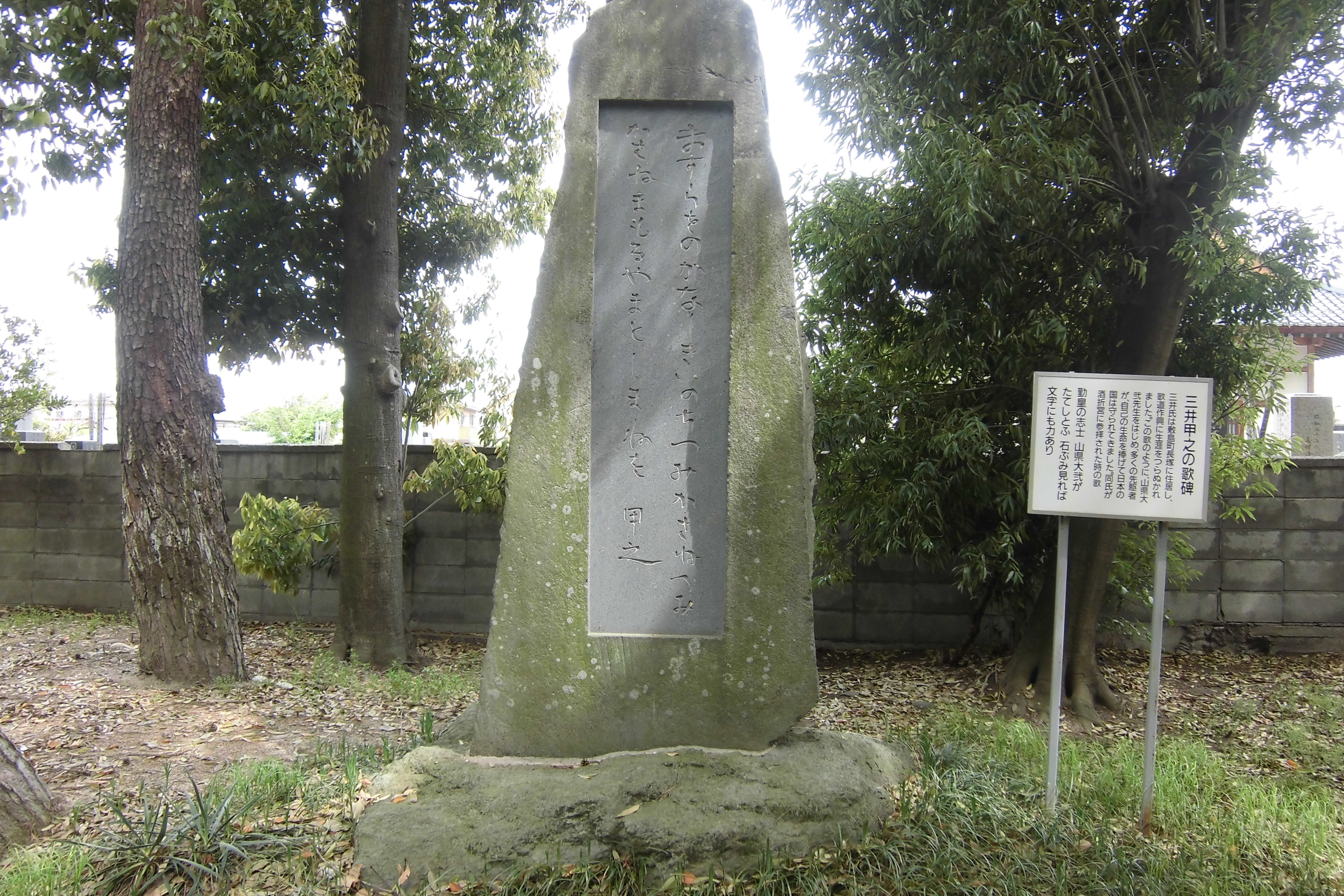
三井甲之歌碑（ますらをの かなしきいのちつみかさね つみかさねまもる やまとしまねを）

## 『柳子新論』
山県大弐の代表著書。1759年（宝暦9年）に脱稿。「士農工商は階級ではなく職務上の分担」と人間尊重を唱え、尊王攘夷を記した書。江戸期において一般には流通していないが、1855年（安政2年）に長州藩士・吉田松陰と僧・宇都宮黙霖との往復書簡において松陰が『柳子新論』の借用を望む記述がある。松陰の倒幕思想に影響を与えたとする説もあるが、松陰が実際に『柳子新論』を読んだ確証は見られない。

## 山県神社

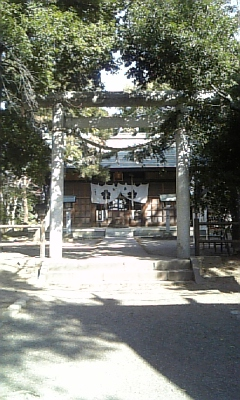
山県神社

山県神社（やまがたじんじゃ）は山県大弐を祭神として、山梨県甲斐市篠原に鎮座する神社である。また、山県大弐は江戸に塾を開き儒学、医学、兵学など多くを伝えたことから地元では「学問の神様」とされ合格祈願・学業成就を主に参拝されている。
1880年（明治13年）の明治天皇山梨御巡幸に際し、山県大弐の祭典執行について祭祀料が6月21日に賜れるとともに、6月22日には金剛寺の山県大弐の墓地に勅使が遣わされている。1891年（明治24年）12月17日には特旨を以て正四位が追贈された。1901年（明治34年）には山県神社創設を目的とし、山梨県知事を総裁とする山県会が設立され逐次寄附金の募集が行われた。その後、1919年（大正8年）9月8日に山県神社奉建会が設立され、1921年（大正10年）に山県大弐の墓所がある中巨摩郡竜王村篠原の金剛寺隣接地に社殿が造営され神社が創建された。
山県神社は甲府市の武田神社などと同様に1921年（大正10年）9月21日に県社に列せられ、1933年（昭和8年）11月26日に発足した山県神社奉賛会によって運営が行われた。武田神社と比べて現在は県内における知名度は劣るが、当時の例大祭では露天が並び神楽や相撲大会をはじめさまざまな行事が行われ、戦前には地域の竜王尋常高等小学校などの早朝参拝が行われ、出征兵士を送る壮行会や神前報告が行われる場として機能していた。戦後には一度奉賛会が解散し、1964年（昭和39年）には当時の竜王町が新たに奉賛会を発足させ、歴代町長が奉賛会長を務め自治会単位で理事が選出され、古くからの総代会とともに神社運営にあたっている。
現在例大祭は神社が創建鎮座された日にちなみ秋分の日（9月23日）に行われ、山県大弐に扮した仮装行列や神輿が参道を練り歩く市の「大弐学問祭」が盛大に開催されている。
- （山県神社位置）

## 山県大弐「抹殺」問題
1935年（昭和10年）4月から使用が開始された第四期国定教科書『尋常小学国史 下巻』において山県大弐と尊王論に関する記述が削除され、これを地元の三井甲之が同年6月3日付『山梨日日新聞』（以下『山日』）において告発した。三井の告発に端を発し、山梨県の政治家や教育関係者、郷土史家などが教科書における大弐の記述復活を求めて運動を起こした。
三井は『山日』紙上の告発において「抹殺」の表現を用いて文部省の処置を批判しており、以後記述復活を求める運動や新聞報道などにおいて「抹殺」の表現が多用された。また、三井は1911年（明治44年）1月から3月にかけて起きた、大弐「抹殺」問題と同様に教科書の記述を巡る騒動である南北朝正閏問題にも言及しているほか、「国体明徴」の表現も用いており、時局の影響が見られる。
三井の告発を受けて、県内外では諸団体の結成や大弐に関する文献の刊行、論考の発表が相次いで行われた。山梨県教育会は1935年（昭和10年）6月14日に教育関係者や郷土史家など23名を委員とする改正国史教科書調査委員会を設置し、文部大臣に対する上申書の作製や文部省へ対する質問書の送付を行った。同年8月31日には文部省から県知事宛に質問書に対する回答が送付されたが、教科書本文への記述復活は確約されなかったため運動は継続した。翌1936年（昭和11年）6月14日には明倫会及び山県神社が中心となり山県大弐顕彰同盟会が組織され、名取忠愛が会長となった。同会は大弐の事績を教授することが「国体明徴」に直結するという論理を展開し、中央に向けて運動を行った。また、中央においても、「抹殺」問題以前から存在していた在京山梨県人による山県大弐先生遺徳顕彰会が問題を受けて運動を開始した。
問題の告発を行った三井は、『山日』紙上に告発文が掲載された1935年（昭和10年）6月3日に文部省図書局編修課長藤岡継平と面会している。藤岡は難易度の問題や、尋常小学校では日本史の総論を教授するため人物中心で、高等小学校では各論を教授するため事件中心で取り上げる文部省の教科書編纂方針を説明し、三井はこれに対し尋常小学校では学派体系よりも個人の思想・行動に重点を置いた教育を行うべきと反論している。
同年7月には郷土史家で大弐研究も行っていた村松志孝が知人の東京高等師範学校（現在の筑波大学）教授橋下重次郎を通じて文部省の意向を打診し、文部省図書局長芝田徹心は藤岡と同様の説明を行い、年表における記述は編纂官と相談する旨を回答した。さらに同年7月8日には和田貞臣山梨県学務部長が文部省を訪問し、芝田図書局長に面接し大弐復活について山梨県内の情勢を述べ、復活を要求した。
国定教科書における山県大弐の記述を復活させることが決定した時期は明らかではないが、1941年（昭和16年）3月31日発行の第五期国定教科書『小学国史尋常科用 下巻』において記述が復活した。
なお、大弐とともに記述が削除された竹内式部の出身地新潟県においても運動が発生している。

## 著作
- 『山県大弐遺著』甲陽図書刊行会 1914
- 「柳子新論」『日本の思想 第17』西田太一郎編 筑摩書房 1970
- 「柳子新論」『日本思想大系 38　近世政道論』奈良本辰也編 岩波書店 1976

## 伝記
- 今村亮『山県大弐伝』敬業館 1887
- 広瀬広一、保坂量一編『山県大弐先生事蹟考資料』山県大弐先生事蹟考資料研究会 1933
- 村松志孝編『山県大弐先生の勤王』山県神社奉賛会 1934
- 飯塚重威『山県大弐正伝 柳子新論十三篇新釈』三井出版商会 1943
- 今川徳三「山県大弐」『逃げない男たち 志に生きる歴史群像 下』旺文社 1987

## 小説・戯曲
- 福地桜痴『山県大弐』春陽堂 1892
- 町田源太郎 (柳塘) 『山県大弐』顕光閣 1910
- 三橋一夫『戯曲山県大弐』西東書林 1936
- 村松蘆州『山県大弐 勤王の先駆』文昭社 1940
- 山本周五郎『明和絵暦』奥川書房 1941
- 林貞夫『小説山県大弐』国民社 1942
- 武川重太郎『小説山県大弐』山梨サンリオ、1974
- 江宮隆之『明治維新を創った男 山縣大貳伝』PHP研究所 2014

## 註
1. 1 2 3 4 5 6  “山県大弐の墓”. www.edu.pref.ibaraki.jp.   茨城県教育委員会. 2023年3月9日閲覧。
2. ↑  望月（2016）、p.2
3. 1 2  石川（2011）、p.17